# Nesochoris brachystigma
Nesochoris brachystigma är en fjärilsart som beskrevs av Clarke 1965. Nesochoris brachystigma ingår i släktet Nesochoris och familjen vecklare. Inga underarter finns listade i Catalogue of Life.